# Sophie Duprat
Sophie Duprat, née en novembre 1798 à Paris où elle est morte le 5 mars 1873 à Paris, est une artiste peintre française.

## Biographie

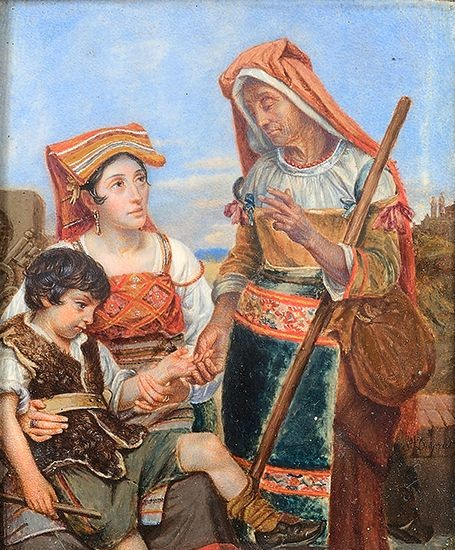
Une diseuse de bonne aventure prédit l'avenir au jeune berger Montalte, qui fut depuis le Pape Sixte-Quint, miniature sur ivoire de Sophie Duprat d'après Jean-Victor Schnetz

Marie Sophie Duprat est la fille de Jean Baptiste Duprat, professeur de mathématiques, et Jeanne Loisillon. Son frère Benjamin Duprat (1802-1864) est libraire de la Bibliothèque impériale, de l'Institut et du Sénat.
Elle étudie la peinture auprès de Constance Mayer. Le 26 mai 1821, elle est la dernière personne à voir son maître vivant. Son enseignement se poursuit auprès de   Pierre-Paul Prud'hon.
Elle expose ses œuvres au Salon de 1833 à 1850, principalement en miniatures.
En 1835, elle reçoit une seconde médaille de Bronze à Valenciennes.
Devenue rentière, elle meurt célibataire à son domicile parisien, à l'âge de 74 ans et 4 mois.